# Ministeriële onderscheidingen van de Russische Federatie
Ministeriële onderscheidingen van de Russische Federatie zijn toegekend door de ministeries van de Russische Federatie, regeringsinstellingen en de president van de Russische Federatie. Ze onderscheidden niet alleen hun medewerkers maar ook verdienstelijke personen in de maatschappij met sterren en medailles. Eremedailles zijn geen ridderorden en ze vallen niet onder de door de President van de Russische Federatie uitgereikte onderscheidingen van de Russische Federatie. 

## De Buitenlandse Inlichtingendienst of "Sloezjba Vnesjnej Razvedki"
De Sloezjba Vnesjnej Razvedki zet het werk van het Eerste Hoofddirectoraat van de KGB voort en verzamelt inlichtingen in het buitenland. Het is een spionagedienst van de Russische Federatie.

### Medailles
| Onderscheiding | Naam |  | Ingesteld        | Criteria |
| -------------- | --- |  | ---------------- | --- |
|                | Medaille voor Uitstekende Dienst Медаль «За отличие»                                                            |  | April 2005       | Medaille voor uitstekende resultaten bij het vergaren van inlichtingen |
|                | Medaille voor Verdienste Медаль «За заслуги»                                                                    |  | April 2002       | Medaille voor officieren van de inlichtendienst die belangrijke voortgang boekten bij het organiseren en uitvoeren van inlichtingenwerk. Ook voor personen die opvallend aan het werk van de FIS of de nationale interesse van Rusland hebben bijgedragen. |
|                | Medaille voor Samenwerking Медаль «За взаимоде́йствие»                                                           |  | November 2004    | Toegekend voor grote bijdragen aan het inlichtingenwerk in het buitenland. |
|                | Medaille voor Voortreffelijk Werk Медаль «За трудовое отличие»                                                  |  | 19 april 2005    | Toegekend aan burgerpersoneel dat zich gedurende ten minste 15 jaar bijzonder heeft onderscheiden in het inlichtingenwerk. |
|                | Medaille voor Veteranen van de Buitenlandse Inlichtingendienst Медаль «Ветеран Службы внешней разведки»         |  | Maart 2004       | Toegekend aan personeel van de inlichtingendienst voor 25 jaar trouwe dienst waarbij de dienst in de KGB wordt meegeteld. |
|                | Medaille voor Uitstekend Werk in de Strijdkrachten Ie Klasse Медаль «За отличие в военной службе» I степени     |  | 14 november 1995 | Toegekend aan militair personeel van de Buitenlandse Inlichtingendienst, na 20 jaar dienst. De onderscheiding draagt de inscriptie "СЛУЖБА ВНЕШНЕЙ РАЗВЕДКИ РОССИЙСКОЙ ФЕДЕРАЦИИ"                                                                          |
|                | Medaille voor Uitstekend Werk in de Strijdkrachten IIe Klasse Медаль «За отличие в военной службе» II степени   |  | 14 november 1995 | Toegekend aan militair personeel van de Buitenlandse Inlichtingendienst, na 15 jaar dienst. De onderscheiding draagt de inscriptie"СЛУЖБА ВНЕШНЕЙ РАЗВЕДКИ РОССИЙСКОЙ ФЕДЕРАЦИИ"                                                                           |
|                | Medaille voor Uitstekend Werk in de Strijdkrachten IIIe Klasse Медаль «За отличие в военной службе» III степени |  | 14 november 1995 | Toegekend aan militair personeel van de Buitenlandse Inlichtingendienst, na 10 jaar dienst. De onderscheiding draagt de inscriptie "СЛУЖБА ВНЕШНЕЙ РАЗВЕДКИ РОССИЙСКОЙ ФЕДЕРАЦИИ"                                                                          |

## Op de borst gedragen eretekens
| Onderscheiding                                                                 | Naam                                                                              |  | Ingesteld        | Criteria |
| ------------------------------------------------------------------------------ | --------------------------------------------------------------------------------- |  | ---------------- | --- |
|                                                                                | Ereteken voor Inlichtingenwerk Почетный знак «За службу в разведке»               |  | 14 augustus 1990 | Dit op de borst gespelde ereteken werd ter gelegenheid van het 70-jarig bestaan van het Eerste Directoraat van de inlichtingendienst, de spionageafdeling, ingesteld en wordt aan de meest verdienstelijke medewerkers uitgereikt. Aan deze onderscheiding zijn gratificaties en privileges verbonden. |
|                                                                                | Ster voor Wetenschappelijke Prestaties Нагрудный знак «За научные достижения»     |  | September 2002   | Toegekend aan medewerkers van de inlichtingendienst voor wetenschappelijke ondersteuning van het inlichtingenwerk in het buitenland. |
| Jubilee Badge 85 years of Russian ans Soviet espionage ISE-CCP-SVR" April 2005 | Ereteken 85 jaar Inlichtingendienst Юбилейный нагрудный знак "85 лет ИНО-ПГУ-СВР" |  | April 2005       | Toegekend aan medewerkers van de inlichtingendienst voor langdurige dienst in KGB en SVR. |

## Directoraat voor Speciale Programma's van de President van de Russische Federatie (GOSP)
Het Directoraat voor Speciale Programma's van de President van de Russische Federatie verleent diverse onderscheidingen.

### Medailles
| Onderscheiding | Naam |         | Ingesteld           | Criteria |
| -------------- | --- | ------- | ------------------- | --- |
|                | Medaille voor Assistentie tijdens het Uitvoeren van Speciale Programma's Медаль «За содействие в обеспечении специальных программ» | № 9     | 31 april 2004 (sic) | Deze medaille wordt aan de stafleden en medewerkers van uitvoerende organisaties uitgereikt voor significante bijdragen aan de uitvoering van de presidentiële speciale programma's . |
|                | Medaille voor Militaire Samenwerking Медаль «За Боевое Содружество»                                                                | № 2-SP  | 2 december 2004     | De medaille wordt aan stafleden en medewerkers aan de Speciale Programma's van de Russische president en ook aan burgers uitgereikt voor verdiensten voor het versterken van de samenwerking tussen burgerlijke en militaire instanties en het versterken van de militaire kamaraadschap . |
|                | Medaille voor Heldhaftige Arbeid Медаль «За трудовую доблесть»                                                                     | № 26-SP | 28 december 2001    | De medaille wordt aan civiele stafleden en medewerkers aan de Speciale Programma's van de Russische president uitgereikt voor bijzondere bijdragen en voor langsdurige en toegewijde arbeid.                                                                                               |
|                | Veteraan van het GOSP медаль «Ветеран ГУСП»                                                                                        | № 10    | 16 april 2004       | De medaille wordt aan civiele stafleden en medewerkers van uitvoerende organisaties verleend die 15 jaar onberispelijk aan de Speciale Programma's van de Russische president werkten. De medaille wordt ook aan gepensioneerde medewerkers uitgereikt.                                    |
|                | Veteraan van Dienst медаль «Ветеран Службы»                                                                                        | № 7-SP  | 2 juni 2004         | zie ru: Медаль «Ветеран Службы» (ГУСП) De medaille wordt aan vóór de instelling van deze medaille gepensioneerde militairen, ambtenaren en ook burgerpersoneelsleden die 20 jaar of meer onberispelijk dienden.                                                                            |
|                | Medaille voor Distinctie tijdens het Vervullen van Militaire Dienst Ie Klasse Медаль «За отличие в военной службе» I степени       | № 25    | 28 december 2001    | De medaille wordt aan militaire medewerkers van het Directoraat voor Speciale Programma's van de President van de Russische Federatie verleend voor 20 jaar uitstekende dienst. Op de keerzijde staat "ПРИ ПРЕЗИДЕНТЕ РОССИИ" (In dienst van de Russische President).                      |
|                | Medaille voor Distinctie tijdens het Vervullen van Militaire Dienst IIe Klasse Медаль «За отличие в военной службе» II степени     | № 25    | 28 december 2001    | De medaille wordt aan militaire medewerkers van het Directoraat voor Speciale Programma's van de President van de Russische Federatie verleend voor 15jaar uitstekende dienst. Op de keerzijde staat "ПРИ ПРЕЗИДЕНТЕ РОССИИ" (In dienst van de Russische President).                       |
|                | Medaille voor Distinctie tijdens het Vervullen van Militaire Dienst IIIe Klasse Медаль «За отличие в военной службе» III степени   | № 25    | 28 december 2001    | De medaille wordt aan militaire medewerkers van het Directoraat voor Speciale Programma's van de President van de Russische Federatie verleend voor 10 jaar uitstekende dienst. Op de keerzijde staat "ПРИ ПРЕЗИДЕНТЕ РОССИИ" (In dienst van de Russische President).                      |

### Op de borst gedragen ereteken
| Onderscheiding | Naam                                                                    |     | Ingesteld  | Criteria |
| -------------- | ----------------------------------------------------------------------- | --- | ---------- | --- |
|                | Geëerd Medewerker van het GOSP Нагрудный Знак «Почетный Сотрудник ГУСП» | №26 | 2001-12-28 | Deze op de borst gedragen onderscheiding wordt toegekend aan medewerkers van het Directoraat voor Speciale Programma's van de President van de Russische Federatie (GOSP) en medewerkers van de daaraan ondergeschikte organen voor het verrichten van bijzondere diensten die bijdroegen aan het overwinnen van de uitdagingen waarmee het Directoraat voor Speciale Programma's van de President van de Russische Federatie wordt geconfronteerd. |